# The Exclusive: Beat the Devil's Tattoo
Pour plus de détails, voir Fiche technique et Distribution.
The Exclusive: Beat the Devil's Tattoo (hangeul : 특종: 량첸살인기 ; RR : Teul-jong: ryang-chen-sal-in-gi) est un thriller sud-coréen écrit et réalisé par Roh Deok, sorti en 2015.
Ce film, n'étant pas sorti dans les salles obscures en France, se diffuse sur Netflix sous le titre Le Scoop.

## Fiche technique
- Titre original : 특종: 량첸살인기
- Titre international : The Exclusive: Beat the Devil's Tattoo
- Titre provisoire : Journalist et Exclusive: The Ryangchen Murders
- Titre français : Le Scoop
- Réalisation : Roh Deok
- Scénario : Roh Deok
- Direction artistique : Lee In-ok
- Photographie : Park Yong-soo
- Montage : Kim Chang-joo
- Musique : Jo Yeong-wook
- Production : Han Jae-rim
- Sociétés de production : Woojoo Film ; Vanguard Studio (coproduction)
- Société de distribution : Lotte Entertainment
- Pays d'origine :  Corée du Sud
- Langue originale : coréen
- Format : couleur
- Genre : thriller
- Durée : 125 minutes
- Dates de sortie :
  - Corée du Sud : 22 octobre 2015
  - Belgique : 5 avril 2016 (Festival international du film fantastique de Bruxelles[1])
  - Québec : 1er août 2016 (FanTasia[2])
  - France : 26 août 2016 (Netflix)

## Distribution
- Jo Jeong-seok : Heo Moo-hyeok
- Lee Mi-sook : la directrice générale Baek
- Lee Ha-na : Soo-jin, épouse de Moo-hyeok
- Kim Ee-seong : le directeur exécutif Moon
- Bae Seong-woo : le commissaire Oh
- Kim Dae-myeong : Han Seong-woo
- Tae In-ho : le chef d'équipe Yoo
- Yoon Da-kyeong : la directrice Go
- Baek Hyeon-jin : Kim, le peintre escroc
- Elok Pratiwi : Clara
- Park Chae-ik : Seo Doo-ho, le victime

## Accueil
Sorties internationales
The Exclusive: Beat the Devil's Tattoo est sorti en avant-première mondiale en Corée du Sud, le 22 octobre 2015.
Il reste inédit en France, jusqu'à sa diffusion sur Netflix à partir du 26 août 2016 sous le titre Le Scoop.

## Distinctions et sélections
Nominations
- Festival international du film fantastique de Bruxelles 2016 : « Compétition Thriller »[1]
- FanTasia 2016 : « Première canadienne »[2]